# 이와세촌 (사이타마현)
이와세촌(岩瀬村)은 사이타마현 기타사이타마군에 속했던 촌이다. 

## 역사
- 1889년 4월 1일 - 정촌제 시행에 의해 기타사이타마군 이와세촌이 성립하였다.
- 1954년 9월 1일 - 하뉴 정, 신고 촌, 스카게 촌, 가와마타 촌, 이즈미 촌, 데코바야시 촌과 합병해 하뉴시가 되었다.